# Pustinje i vegetacija sušnih područja
Pustinje i vegetacija u sušnih područja su biom kojeg karakterizira mala količina padalina.

## Definicija i raširenost
Pustinje i vegetacija sušnih krajeva dobivaju godišnju količinu padalina od 25 cm ili manje i imaju suhu ili vrlo suhu klimu koju odlikuje snažan deficit vlažnosti, gdje godišnji mogući gubitak vlage preko evapotranspiracije daleko prelazi količinu dobivenih oborina. Pustinje i sušna vegetacija se pojavljuje u tropskim, subtropskim i regijama s umjerenom klimom.
Pustinjsko zemljište je obično pjeskovito ili kamenito i ima malo organskih materija. Slano zemljište je često.
Biljke i životinje ovih staništa su prilagođene niskoj razini vlage. Hiperaridne regije su uglavnom bez vegetacije i životinja, a u njih spadaju kamenite pustinje i pješčane dine. U vegetaciju u regijama sa suhom klimom spadaju i neki travnjaci, šikare i manje šume. Biljke koje su prilagođene suhoj klimi se nazivaju kserofitima, a u njih spadaju sukulentne biljke, geofiti, sklerofitne i slične biljke. Životinje, uključujući i kukce, gmazove, paučnjake, ptice i sisavce, često izleze van samo noću kako bi izbjegle velike vrućine i gubitak vode.

## Vanjske poveznice
- Pustinje i vegetacija sušnih oblasti (World Wildlife Fund)
- Mapa ekozona
- Indeks na ovu temu na bioimages.vanderbilt.edu  Arhivirana inačica izvorne stranice od 5. rujna 2012. (Wayback Machine)
- Xeric World  Arhivirana inačica izvorne stranice od 29. siječnja 2009. (Wayback Machine) Online zajednica koja se fokusira na izučavanje biljaka sušnih oblasti